# Premio Nacional de Periodismo (México)
El Premio Nacional de Periodismo es un reconocimiento otorgado a los periodistas más destacados de México. Lo entrega el Consejo Ciudadano del Premio Nacional de Periodismo, A.C. Inicialmente fue un premio otorgado por el gobierno de México desde el año 1976 hasta el 2001, año este último en el que pasó a ser autónomo.

## Historia

### Creación
El 11 de marzo de 1975, el Club Primera Plana ofreció un desayuno al entonces presidente de México, Luis Echeverría Álvarez. Allí, el presidente se comprometió a modificar el decreto de los Premios Nacionales de Ciencias, Artes y Letras. Ese mismo año el 31 de diciembre, se crea el Premio Nacional de Periodismo e Información, con fundamento en la Ley de Premios, Estímulos y Recompensas Civiles. Este premio se legalizó, entre otras causas, para subsanar la relación entre el gobierno y los medios y para equilibrar el trabajo profesional de los comunicadores y el poder gubernamental. En junio de 1976 se entregó por primera vez el Premio Nacional de Periodismo e Información.

## Rompimiento con la clase política
Desde su creación hasta el año 2001 los premios estuvieron regulados mediante la ley. Ese mismo año se descubre que el Centro de Investigación y Seguridad Nacional (Cisen) realizó, en los sexenios de Carlos Salinas de Gortari y Ernesto Zedillo Ponce de León, espionaje a diversos directores y periodistas de diarios como El Universal y  La Jornada. En ese clima de tensión entre medios de comunicación y clase política, el 23 de noviembre del 2001 el entonces presidente Vicente Fox Quesada envía a la Cámara de Diputados la propuesta de derogar los artículos 60, 61, 62, 63, 64, 65, 66, 67 y 68 de la Ley de Premios, Estímulos y Recompensas Civiles sección IX Premio Nacional de Periodismo e Información, que finalmente se aprobó y derogó el 25 de marzo del 2002, con 382 votos a favor, cinco en contra y una abstención. Ante este vacío, los premios dejan de estar vinculados al gobierno federal, y pasan a ser autónomos.

## Galardonados (1976-2001)
En primer término, se nombra aquí al personaje premiado; a continuación, el medio al que entonces pertenecía.
| Año  | Noticia | Divulgación cultural                                                                              | Fotografía                                                                               | Artículo de fondo                                                        | Reportaje, crónica y entrevista | Caricatura, portada y cartones                                                   | Premio especial                                                           | Referencia    |
| ---- | --- | ------------------------------------------------------------------------------------------------- | ---------------------------------------------------------------------------------------- | ------------------------------------------------------------------------ | --- | -------------------------------------------------------------------------------- | ------------------------------------------------------------------------- | ------------- |
| 1976 | Antonio Juambelz, El Siglo de Torreón                                                                                                 | Pablo García Sáinz, Fundación Cultural Televisa                                                   | Faustino Castillo y Cubilo Mayo                                                          | Francisco Martínez de la Vega, Siempre!                                  | Jacobo Zabludovsky, Televisa | Alberto Beltrán, El Día                                                          | [ n. 1 ]                                                                  | [ 12 ] [ 13 ] |
| 1977 | Demetrio Bolaños Espinoza, El Universal                                                                                               | Juan José Arreola, Canal 13 y Socorro Díaz, El Día                                                | Alfonso Carrillo, El Nacional                                                            | Manuel Buendía, El Sol de México                                         | Carlos Monsiváis, Siempre!; Joaquín López Dóriga, Televisa | Rogelio Naranjo, El Universal, Siempre!, Proceso                                 | [ n. 1 ]                                                                  | [ 12 ] [ 13 ] |
| 1978 | Cirino Pérez Aguirre, Novedades | Efraín Huerta, El Día                                                                             | Francisco Picco, La Prensa                                                               | Froylán Flores Cancela, Diario de Jalapa                                 | Elena Poniatowska, Novedades; Guillermo Jordán, Canal 13 | Jorge Carreño, Siempre!                                                          | Renato Leduc                                                              | [ 12 ] [ 13 ] |
| 1979 | Guillermo Pérez Verduzco, Televisa | Antonio Rodríguez, Diario de México                                                               | Héctor García, Unomásuno                                                                 | Javier Romero, El Día                                                    | Miguel Reyes Razo, El Universal; Luis Juárez, Siempre!; Teresa Gurza, El Día; Luis Spota, Canal 13 | Rafael Freyre, Siempre!                                                          | Rafael Solana                                                             | [ 12 ] [ 13 ] |
| 1980 | Rita Ganem, Televisa | José Emilio Pacheco, Proceso                                                                      | Jesús Fonseca Juárez, El Universal                                                       | Mario Ezcurdia Camacho, El Día                                           | Ricardo Cortés Tamayo, El Día; Ana Cecilia Treviño, Excélsior; Alfredo Cortina, Armando Reyes, Mario Reyes, Canal 13, Enrique Montero Ponce, XEHR-AM | Abel Quezada, Novedades                                                          | José Pagés Llergo, Siempre!                                               | [ 12 ] [ 13 ] |
| 1981 | Noticiario Siete Días, Canal 13 | Edmundo Valadés, Revista El Cuento                                                                | Antonio Reyes Zurita, Excélsior                                                          | Miguel Granados Chapa, Unomásuno                                         | Arturo Casillas Jiménez, La Voz de la Frontera | Alberto Isaac                                                                    | [ n. 1 ]                                                                  | [ 12 ] [ 13 ] |
| 1982 | Francisco Cárdenas Cruz, El Universal                                                                                                 | Antonio Escobedo, El Universal                                                                    | [ n. 1 ]                                                                                 | León García Soler, Excélsior                                             | Margarita García Flores, Radio UNAM | Bulmaro Castellanos (Magú)                                                       | [ n. 1 ]                                                                  | [ 12 ] [ 13 ] |
| 1983 | Demetrio Bolaños, El Universal (prensa); Luis Lara Ochoa, Grupo ACIR (radio)                                                          | [ n. 1 ]                                                                                          | Pedro Valtierra, Unomásuno                                                               | Renato Leduc, Excélsior                                                  | Andrés Henestrosa, México Tenochtitlán, Francisco Huerta, Radio ABC, Juan Ruiz Healy, Televisa | Gabriel Vargas, Editorial Panamericana                                           | Magdalena Mondragón, Horacio Quiñónes y Germán List Arzubide, El Día      | [ 12 ] [ 13 ] |
| 1984 | Miguel Castro Ruiz, Ángel Gómez Granados, Rafael Pérez Martín del Campo, El Universal y Salvador Flores Llamas, Ovaciones, Radio UNAM | María Luisa "La China" Mendoza, Canal 13                                                          | [ n. 1 ]                                                                                 | Isabel Arvide, Ovaciones                                                 | Perla Xóchitl Orozco, Núcleo Radio Mil (radio), Ricardo Rocha, Televisa (televisión), Arturo Zárate, El Bravo de Matamoros | Oswaldo Sagástegui, Excélsior                                                    | Pedro Ocampo Orozco                                                       | [ 12 ] [ 13 ] |
| 1985 | Raymundo Riva Palacio, Excélsior | Alfredo Rubio del Cueto                                                                           | Agustín Gamboa y Roberto Villasana Pérez, Televisa                                       | Jorge Hernández Campo, Uno más Uno                                       | Cristina Pacheco, Siempre! | Efrén Maldonado, El Universal                                                    | [ n. 1 ]                                                                  | [ 12 ] [ 13 ] |
| 1986 | Otorgado a periodistas fallecidos en el terremoto de México de 1985                                                                   | Gustavo Armando Calderón, Sergio Rod, Ernesto Villanueva, Félix Soto, Fernando Benítez, Novedades | Gustavo Durán de Huerta, Excélsior                                                       | Héctor Aguilar Camín                                                     | Regino Díaz Redondo, Excélsior | Helio Flores, El Universal                                                       | [ n. 1 ]                                                                  | [ 12 ] [ 13 ] |
| 1987 | [ n. 1 ] | Suplemento La Cultura del Istmo, Diario del Istmo, La Gaceta del Fondo de Cultura Económica       | Alejandro Ojeda Carvajal, El Heraldo de México                                           | José Carreño Carlón                                                      | Alberto Domingo, Siempre! | Eduardo del Río "Ríus"                                                           | [ n. 1 ]                                                                  | [ 12 ] [ 13 ] |
| 1988 | Carlos Fernández-Vega García, La Jornada                                                                                              | Adelina Zendejas Gómez, Hoy en la Cultura, Canal 11                                               | Gustavo Camacho, Excélsior                                                               | Ricardo Poery, El Sol de Satélite                                        | [ n. 1 ] | Luis de la Torre, Excélsior                                                      | [ n. 1 ]                                                                  | [ 12 ] [ 13 ] |
| 1989 | José Gutiérrez Vivó, Radio Red | José de la Colina, Novedades                                                                      | Mario Alfredo Díaz Canchola                                                              | Lorenzo Meyer, Excélsior                                                 | Fidel Samaniego Reyes, El Universal | Rubén González López, Diario de Querétaro                                        | [ n. 1 ]                                                                  | [ 12 ] [ 13 ] |
| 1990 | Clara Guadalupe García, La Jornada; Jesús Saldaña Hernández, El Heraldo de México                                                     | Agustín Granados, Televisa                                                                        | Francisco León Sardaneta, Excélsior                                                      | Magdalena Galindo, El Día                                                | Martha Anaya, Excélsior | Raúl Moysen, El Sol de México                                                    | [ n. 1 ]                                                                  | [ 12 ] [ 13 ] |
| 1991 | Fernando Alcalá, Televisa | René Avilés Fabila, Excélsior                                                                     | Raúl Urbina, Uno más uno                                                                 | Antonio Haas, Siempre! y Excélsior                                       | Jaime Medina Loera, El Informador | Luis Carreño, Siempre! y Novedades                                               | [ n. 1 ]                                                                  | [ 12 ] [ 13 ] |
| 1992 | Carlos Cabello, Canal 4, Alejandra Xanic von Bertrab, Periódico Siglo XXI                                                             | Jorge Ruiz Dueñas, Tierra Adentro                                                                 | Fabrizio León, La Jornada                                                                | Jaime Labastida, Excélsior                                               | Luis Javier Solana, Noticiario ALA | Francisco Calderón, El Norte                                                     | Antonio Juambelz, El Siglo de Torreón; Federico Barrera Fuentes, Siempre! | [ 12 ] [ 13 ] |
| 1993 | Francisco Barrados Benítez, El Economista                                                                                             | Fernando Solana Olivares, El Nacional                                                             | Aarón Sánchez, Uno más uno/Óscar Menéndez Zavala, cine independiente                     | Gerardo Medina Valdés, El Universal                                      | Ramón Márquez Carbajal, Macrópolis; Lourdes Galaz Ramírez, Excélsior | José Luis Perujo Roncal, El Economista                                           | Agustín Pérez Escamilla                                                   | [ 12 ] [ 13 ] |
| 1994 | Blanche Petrich, La Jornada | Ignacio Solares, El Nacional                                                                      | Claudio Olivares, Excélsior                                                              | Raúl Trejo Delarbre, El Nacional                                         | Manuel Cordero y Dora Elena, El Universal; Antonio Garza, Excélsior | Octavio Medina, La Voz de Michoacán                                              | Alfonso Ontiveros Mardueño                                                | [ 12 ] [ 13 ] |
| 1995 | Ricardo Peña, Televisa | Sari Bermúdez, Canal 11                                                                           | Juan Gerardo Jiménez Ramírez, Diario Momento                                             | Óscar González López, Rodolfo F. Peña Villanueva, La Jornada y Excélsior | [ n. 2 ] | Antonio Garci, El Financiero                                                     | Benjamín Wong Castañeda                                                   | [ 12 ] [ 13 ] |
| 1996 | [ n. 1 ] | Canal 22                                                                                          | Lázaro González Altamirano, Uno más uno                                                  | César Cansino Ortiz, Reforma                                             | Armando Sepúlveda Ibarra, Excélsior | Antonio Helguera, La Jornada                                                     | [ n. 1 ]                                                                  | [ 12 ] [ 13 ] |
| 1997 | Salvador Guerrero, La Jornada | Julio Pliego Medina, Canal 22                                                                     | Juan Popoca Pérez, Excélsior                                                             | Gastón García Cantú, Excélsior                                           | Abraham Zabludovsky, Televisa; Juan Arvizu Arrioja, El Universal | Antonio Neri Licón, El Economista                                                | [ n. 1 ]                                                                  | [ 12 ] [ 13 ] |
| 1998 | Eco, Televisa | Nexos, Revista Nexos                                                                              | Crisanto Rodríguez de los Santos, El Economista                                          | Luis Rubio, Reforma                                                      | Marco Aurelio Carballo, Siempre!; Elena Gallegos Ramírez, La Jornada | Alfredo Guasp Alpuche, Novedades                                                 | Octavio Paz (por trayectoria), Julio Scherer García                       | [ 12 ] [ 13 ] |
| 1999 | Enrique E. Murillo, Juan Sebastián Solís, Alejandro Hermenegildo Nava, Televisa                                                       | Hugo Gutiérrez Vega, La Jornada                                                                   | Enrique Hernández G, La Prensa                                                           | José Luis Calva, El Universal                                            | Irma Rosa Martínez, El Universal | Rafael Barajas Durán, La Jornada                                                 | Sara Moirón Ayala                                                         | [ 12 ] [ 13 ] |
| 2000 | Dorangélica de la Rocha Almazán, El Debate                                                                                            | Patricia Magaña Rueda, Ciencias                                                                   | Francisco Olvera Reyes, La Jornada                                                       | Jorge Fernández Menéndez, Milenio                                        | Nidia Marín Marín, Excélsior; Marco Lara Klahr, El Universal; Isabelle Tardán Perrín, Canal 11 | José Trinidad Camacho Orozco, Milenio y La Jornada                               | Alejandro Avilés Inzunza                                                  | [ 12 ] [ 13 ] |
| 2001 | Jaime Álvarez Jiménez, Diario de Chihuahua; Juan Carlos Alarcón López, Radio Red, Pablo Javier Reinah, Televisa                       | Canal 11, Alejandro Brito, Letra “S”; Raúl Guillermo Maldonado Coello, Radio Solidaridad          | Daniel Aguilar Rodríguez, Reuters de México; Sara Isabel González, Televisión Mexiquense | Jesús Blancornelas, La Crónica de Hoy                                    | Marcos Rodríguez Leija, El Mañana; José Reveles, El Financiero; César Güemes, La Jornada; Carmen Aristegui y Javier Solórzano, Imagen 90.5; José Gutiérrez Vivó, Radio Red; Saúl Sánchez Lemus, Televisa; José Alfonso Armenta, José Ramón Salinas, Tv Azteca | José Hernández, Milenio Semanal; Alejandro Aguirre, Carlos Pascual, CNI Canal 40 | [ n. 1 ]                                                                  | 2019          |

<Sergio Armando López-Castillo (Reportero) elpueblo.com

## Galardonados (2001 - 2021)
| Año  | Cobertura multiformato / Periodismo de investigación | Noticia                                                                                  | Reportaje, periodismo de investigación | Crónica                                                                                          | Entrevista | Fotografía                                                                                  | Artículo de fondo, opinión | Caricatura, humor                                                      | Orientación a la sociedad | Mesa de análisis, debate                                         | Premio a la trayectoria periodística | Transparencia y acceso a la información                     | Divulgación científica y cultural | Referencia           |
| ---- | --- | ---------------------------------------------------------------------------------------- | --- | ------------------------------------------------------------------------------------------------ | --- | ------------------------------------------------------------------------------------------- | --- | ---------------------------------------------------------------------- | --- | ---------------------------------------------------------------- | ------------------------------------ | ----------------------------------------------------------- | --- | -------------------- |
| 2001 | | Anabel Hernández García, Milenio                                                         | Alberto Tinoco Guadarrama, Benito Sánchez Rojo Constantino Arizmendi, Gustavo Sánchez, Televisa | Juan Carlos Cruz García, El Debate                                                               | - | José Refugio Núñez Lizárraga, La Jornada                                                    | Julio Boltvinik Kalinka, La Jornada | Helio Flores, El Universal                                             | - | -                                                                | Paco Huerta                          | -                                                           | - | [ 14 ]               |
| 2002 | | Gustavo Castillo, Enrique Méndez, La Jornada                                             | Juan Carlos Zúñiga, El Imparcial de Hermosillo | Juan Veledíaz, Proceso                                                                           | Jorge Morales Aldama, Periódico Frontera de Tijuana                                                                                 | Daniel Aguilar Rodríguez, Reuters                                                           | - | Antonio Helguera Martínez                                              | - | -                                                                | Julio Scherer                        | -                                                           | - | [ 15 ]               |
| 2003 | | Eduardo Salazar, Jorge Pliego, Alejandro Valerio, Televisa                               | Álvaro Delgado Gómez, Proceso | Alejandro Almazán, El Universal                                                                  | Pascal Beltrán del Río, Semanario Proceso                                                                                           | Jesús Villaseca, La Jornada                                                                 | Leo Zuckermann, Semanario Proceso | Jaime Ubaldo Mercado Carbajal, Vanguardia                              | Programa Cabildo Abierto, Radio Teocelo                                                                                               | Redacción El Imparcial, El Imparcial                             | -                                    | -                                                           | - | [ 16 ]               |
| 2004 | | Omán Anwar Nevárez Canto, El Imparcial                                                   | José Woldenberg, Ricardo Becerra, Leopoldo Gómez, Televisa | Alejandro Almazán, La Revista                                                                    | Carlos Loret de Mola, Televisa | Daniel Aguilar Rodríguez, Reforma, La Jornada, Milenio, Diario Monitor, Cuartoscuro         | José Luis Piñeyro, El Universal | Luis Fernando Enríquez Rocha, La Revista                               | Jaél Cristina Alvarado Jáquez, Efraín Martínez de Luna, Comunicación Social UAZ                                                       | Javier Solórzano, Carmen Aristegui, Ivo Gaytán, Daniel Ruíz, MVS | Miguel Ángel Granados Chapa          | -                                                           | - | [ 17 ]               |
| 2005 | | Noticieros Televisa                                                                      | María Idalia Gómez, Darío Fritz, Chilango | Silvia Cherem Sacal, Reforma; Pablo Hiriart Le Bert, La Crónica                                  | - | Luis Vicente Castillo Vázquez, Reforma                                                      | Ricardo Alemán, El Universal | José Antonia Baz Nungaray, Cadena Milenio                              | Radio Cultural del Ayuntamiento de Benito Juárez, Cancún                                                                              | Diálogos por México, Noticieros Televisa                         | Jesús Blancornelas                   | -                                                           | - | [ 18 ]               |
| 2006 | | Soledad Jarquín Edgar, Agencia de Noticias Comunicación e Información de la Mujer        | Sanjuana Martínez Montemayor, La Jornada | Alejandro Almazán, Emeequis                                                                      | Luis Guillermo Hernández, Diario Monitor                                                                                            | Daniel Aguilar Rodríguez, Reuters y La Jornada                                              | Sabina Berman, Letras Libres | Rafael Hernández Herrera, Vértigo                                      | - | Leopoldo Gómez, Tercer Grado, Noticieros Televisa                | Hermanos Mayo                        | Hansel Vargas Aguilar, David Gómez Massa, Diario de Yucatán | - | [ 19 ]               |
| 2007 | | Olivia Zerón Tena, Punto de partida, Alberto Tavira, Quién (mención especial)            | José Ángel Martínez Parra, Joel Cortés El Universal | Aníbal Santiago Fridman, Chilango                                                                | Pascal Beltrán del Río, Excélsior                                                                                                   | Mario de Jesús Jiménez Leyva, Noticias de Oaxaca                                            | Raymundo Riva Palacio, El Universal | Bruno Ferreira Hernández, Llave                                        | Teresa Bautista Merino, Felicitas Martínez Sánchez, Radio Comunitaria La Voz que rompe el silencio en la región mixteca (post mortem) | -                                                                | Paco Ignacio Taibo I                 | Fátima Monterrosa, Emeequis                                 | - | [ 20 ]               |
| 2008 | | Jesús Martín Mendoza, Grupo Radio Centro                                                 | María Antonieta Flores Astorga, Tv Universidad de Guadalajara | Redacción Emeequis                                                                               | Rogelio Cárdenas Estandía, El Financiero                                                                                            | Germán Canseco, Proceso                                                                     | Zoé Robledo Aburto, Reforma | Ángel Boligán, El Universal                                            | Miguel Ángel Chávez, Día Siete | Antonio Navalón, Ernesto Velásquez, TV UNAM                      | Carlos R. Menéndez Navarrete         | Marco Lara Klahr, Transparencia y Corrupción                | Daniel Rodríguez Barrón, Canal 22 | [ 21 ]               |
| 2009 | | César Espinoza, El Imparcial                                                             | Jośe Raúl Olmos Castillo, Periódico a.m. | David Piñón Balderrama, El Heraldo de Chihuahua                                                  | Carmen Aristegui, Noticias MVS Radio                                                                                                | Aidee Araceli Martínez Ortiz, Ovaciones                                                     | Denise Dresser, Proceso | José Luis García Valadez, Periódico Mural                              | Ana Lilia Pérez Mendoza, Contralínea                                                                                                  | Mauricio Hernández, Marina Hernández, Televisa Chihuahua         | Carlos Monsiváis                     | Humberto Padgett, Emeequis                                  | Realizadores del programa Nueva historia mínima de México ilustrada (TV UNAM) | [ 22 ]               |
| 2010 | | Sarahí Méndez, Foro TV                                                                   | Raciel Martínez Blas, Noticias Voz e Imagen de Oaxaca | Paola Aguirre Praga, Zócalo Saltillo                                                             | Patricia Vega, Emeequis | Roberto Espinosa Ibarra, Eduardo Chávez Téllez, Canal Judicial                              | Redacción El Diario de Ciudad Juárez | Omar Díaz Trujillo, El Universal                                       | - | -                                                                | Eduardo del Río "Rius"               | -                                                           | René Drucker Colín, Foro TV | [ 23 ]               |
| 2011 | | Lilia Saúl Rodríguez, El Universal                                                       | Jesús Peña Sánchez, Suplemento Semanario de Vanguardia | Humberto Padgett, Dalia Martínez Delgado, Emeequis                                               | Adriana Malvido, suplemento cultural Laberinto de Milenio Diario                                                                    | Mónica González Islas, Milenio Semanal                                                      | Gerardo Esquivel Hernández, Nexos | Patricio Ortíz González, El Chamuco                                    | - | -                                                                | Helio Flores                         | -                                                           | Jorge Prior, TV UNAM | [ 24 ]               |
| 2012 | | Sergio Ferrer, Los Ángeles Press                                                         | Uriel López Salazar, Noticias Voz e Imagen de Oaxaca | Humberto Padgett, Emeequis                                                                       | Gustavo Castillo García, La Jornada                                                                                                 | Luis Felipe Cortés Zuzunaga, El Universal                                                   | Alfredo Narváez, Nexos | Darío Castillejos, El Imparcial de Oaxaca                              | - | -                                                                | Rogelio Naranjo                      | -                                                           | Alonso Torres Córdova, Radio Universidad de Guadajara | [ 25 ]               |
| 2013 | | Emmanuel Alejandro Sibilla, Jesús Sibilla Telereportaje                                  | Alejandra Sánchez, José Luis Pardo y Pablo Ferri, El Universal | Humberto Padgett, Sin Embargo                                                                    | Diego Enrique Osorno, Gatopardo | Enrique Rashide Serrato Frías, Cuartoscuro                                                  | Javier Esteinou Madrid, Siempre! | Ángel Boligán, El Universal                                            | - | -                                                                | Elena Poniatowska                    | -                                                           | José Gordon, Canal 22 | [ 26 ]               |
| 2014 | | Equipo de Uniradio, uniradionoticias.com                                                 | Rafael Cabrera (Periodista), Daniel Lizágarra, Irving Huerta, Sebastián Barragán, Carmen Aristegui y Gustavo Vázquez Aristegui Noticias | Hugo Roca Joglar, Revista Replicante                                                             | Erika Martínez Prado, Periódico Norte de Ciudad Juárez                                                                              | Juan Manuel Dimayuga Meneses, Proceso                                                       | Rafael E. De Hoyos, Revista Nexos | Darío Castillejos Láscares, El Imparcial de Oaxaca                     | - | -                                                                | Pedro Valtierra                      | -                                                           | Jaime Kuri Alza y Equipo de Producción TV UNAM TV UNAM | [ 27 ]               |
| 2015 | | Zorayda Gallegos y Silber Meza Camacho, El Universal Cobertura del expediente Ayotzinapa | Laura Castellanos, Aristegui Noticias Fueron los federales | Ana Emilia Felker Centeno, La Ciudad de Frente El último viaje: Luis y Juan Villoro              | Guillermo Rivera Vázquez, Emeequis José Agustín: a day in the life                                                                  | Enrique Rashide Serrato Frias, El Debate Ayotzinapa, la lucha sigue                         | - | Darío Castillejos Lázcares, El Imparcial de Oaxaca La verdad histórica | - | -                                                                | Sara Lovera López                    | -                                                           | Pilar Sánchez, Instituto Morelense de Radio y Televisión NICTE-Ha Bandula | [ 28 ]               |
| 2016 | | René Arellano Gómez (El Siglo de Torreón) Les piden negar el hambre                      | Arturo Ángel Mendieta, Víctor Hugo Arteaga, Daniel Moreno Chávez, Omar Sánchez de Tagle, Omar Bobadilla, Yosune Chamizo (Animal Político) Empresas fantasma de Veracruz | Pablo Ferri (El País) ¿Cómo es buscar el cuerpo de un familiar?                                  | Gustavo Cabullo Madrid (Revista Net) Periodismo secuestrado: Luis Cardona                                                           | Isaac Esquivel Monroy (Cuartoscuro) Indiferencia                                            | Ana Pecova (Nexos) Derechos de papel | Rafael Pineda "Rapé" (Milenio) Alfombra                                | - | -                                                                | Blanche Petrich                      | -                                                           | Ricardo Urbano Lemus, Rocío Ledesma Sauced, Diana May Trejo y Carlos Ortega Ibarra (Conversus TV) Expedicionarios | [ 29 ]               |
| 2017 | | Miguel Ángel León Carmona (La Silla Rota)                                                | Daniel Moreno Chávez, Salvador Camarena, Manuel Ureste, Miriam Castillo, Nayeli Roldán, Tania Montalvo, Francisco Sandoval, Daniel Lizárraga, Yosune Chamizo y Rodrigo Crespo (Animal Político) La Estafa Maestra | Mely Georgina Arellano Ayala (Lado B) Mujeres contra la mina                                     | Daniela Rea (Pie de página) ¿Puedes ver a un niño y pensar que no hay futuro?                                                       | Pedro Mera (Unión de periodistas) Sobrevivientes del sismo                                  | Daniela Pastrana (Periodistas de a Pie) Señores del mecanismo de proyección: ¡ya despierten!                                             | Acelo Ruiz Villanueva “Chelo” (El Universal) El monstruo               | - | -                                                                | José Leobardo Reveles Morado         | -                                                           | Margarita Flores (Canal Catorce) Ciencia en todos lados | [ 30 ]               |
| 2018 | |                                                                                          | Eduardo López Valenzuela, Juan Enrique Hernández Maurín y Eleazar Escobar Gutiérrez (El Imparcial) Caravanas migrantes 2018 (Cobertura multiformato / Periodismo de investigación) Galia García Palafox (Así como suena) El hombre que no estuvo aquella noche en Iguala (Reportaje) | José Antonio Garrido Suárez (Perro Crónico) El pulso de la tortuga (o la cicatriz de Ixtaltepec) | David Arturo Ortega Jiménez (El Debate) Necesito saber a quien voy a perdonar                                                       | Víctor Manuel Camacho Victoria (La Jornada) Migrantes del sur al norte                      | Javier Horacio Contreras Orozco (El Heraldo de Chihuahua) La verdad Incomoda a la opinión pública                                        | Rafael Barajas Durán (La Jornada) Pietá en Veracruz                    | |                                                                  | Elsa Medina Cristina Pacheco         |                                                             | Omar Zamora Sánchez, Agustín Ávila Casanueva, Paula González-Rubio Garrido, Alejandra Rosas Pájaro (Laboratorio de Periodismo de Ciencia Dgdc-UNAM) El fandango de la identidad afromexicana                          | [ 31 ]               |
| 2019 | |                                                                                          | Karen Astrid Arellano Obregón, Luis Flores Carlín, Elizabeth Campbell Zozaya y Luis Enrique Ríos Gómez (Proyecto Puente) A cinco años del derrame de Tóxicos en el Río Sonora Daniela Pastrana, José Ignacio de Alba, María Fernanda Ruíz, Ximena Natera, Celia Guerrero, Antonio Aguilar, Fernando Santillán, Adriana Tienda, Dulio Rodríguez, Mónica Gonzales y Akire Huauhtli (Pie de Página) Yumanos, los indios más olvidados de México | Wendy Selene Pérez, Paula Mónaco Felipe y Miguel Tovar (Gatopardo) Los Jornaleros Forenses       | María Elvira García Espinosa de los Monteros (TV UNAM) Vigilio Caballero, la voz de los Sin Voz                                     | María de Jesús Peters Pino (El Universal) Crisis humanitaria rebasa al gobierno             | Daniela Pastrana (Pie de Página) #Metoo y el feminismo antes de Twitter                                                                  | Ángel Boligán (El Universal) Libertad periodística                     | |                                                                  | Alma Guillermoprieto                 |                                                             | Canal Once Cuatro ciénagas, principio de vida | [ 32 ] [ 33 ] [ 34 ] |
| 2020 | Adriana González Varillas, Alejandro Castro, Cecilia Suárez y Eric Galindo (Aristegui Noticias, El Universal, Proceso, Estamosaqui.mx, Novedades Quintana Roo y Connectas) Obras negras: Blanco del crimen organizado en Cancún |                                                                                          | Manuel Hernández Borbolla (Sin Embargo) La historia de cómo México dejó que los niños bebieran desechos de Honda, Nestlé y Hershey's | Elías Farid Camhaji Mascorro (El País, México) La penúltima batalla del Hospital Juárez          | Federico Mastrogiovanni (Gatopardo) David Pablos, detrás del Baile de los 41                                                        | Javier Verdín Rojas (Cromática la imagen relatora de la realidad) Niños armados de Guerrero | César Alán Ruiz Galicia (Tercera Vía) El Julián Sorel contemporáneo: Los efectos de la desigualdad económica en México                   | Antonio Helguera (La Jornada) Mina                                     | |                                                                  | Rafael Rodríguez Castañeda           |                                                             | Daniela Patricia Paasch Adame, Nadia Sachenka Rojas Pérez, Luis Damián Sánchez Sansores, Andrea Paula Mariana Ochoa Hernández (Canal Once) Ecos indígenas: La voz de la diversidad. Capítulos "Cherán 1, Cherán 2"    | [ 35 ]               |
| 2021 | Kennia Velázquez, Arnoldo Cuéllar, Marcos Vizcarra, Verónica Espinosa, Nicolás Aranda, Miguel Cabrera, Juan José Lopez Plascencia, Emilio Jiménez Velázquez (Pop Lab) Carlos Zamarripa, el caudillo de la justicia mexicana |                                                                                          | Paula Mónaco Felipe, Wendy Selene Pérez, Miguel Tovar Fierro y Luis Brito (Pie de Página) Traficantes de Adn | Daniela Pastrana e Isabel Briseño (Pie de Página) De vuelta a casa                               | Marcos Nucamendi (A dónde van los desaparecidos) “Ya es necesario que se esclarezcan los crímenes de la guerra sucia”: Tita Radilla | Andrea Alejandra Murcia (Cuartoscuro) Vallas 8M                                             | Julio Hernández López "Astillero" (La Jornada) Mil 805 hectáreas ‘excluidas’                                                             | Miguel Ángel Galindo Palomares (El Universal) Madres buscadoras        | |                                                                  | Sergio Haro Cordero                  |                                                             | Victoria Enedina Estrada Vidal, Nicolás Alonso Bertaggia, Camila Segura Bonnet, Daniel González Alarcón Solís, Andrés Fernando López Azpiri y Carmen Desirée Yépez Renjifo (Radio Ambulante) El sabor de las palabras | [ 36 ] [ 37 ] [ 38 ] |
| 2022 | Marcela Turati, Efraín Tzuc Salinas, Thelma Gómez Durán, Mago Torres, David Eads, Irving Morales, Oliver Dector Oliver, Alejandra Saavedra, Cynthia Monterrosa, Gustavo Solís, Verónica Espinosa, Gabriela Montejano, Melissa Esquivias, Alfonsina Ávila, Violeta Santiago, Fred Ramos, Óscar Misael Hernández Hernández, Mónica Cerbón, Adolfo Valtierra, Marcos Daniel Vizcarra Ruiz, Lucía Flores, Mónica González Islas, Camelia Muñoz, Daniel Gómez, Diana Partida, Gilberto León Martagón, Natalia Mandujano, Marcos Nucamendi y Daniel Cruz (Quinto Elemento Lab) Fragmentos de la desaparición | -                                                                                        | María Carmen Pizano López, Edith Domínguez, Einnar Espinosa Gaviño, Nicolás Aranda Álvarez, Kennia Velázquez, Arnoldo Cuéllar y Miguel Ángel Cabrera (Laboratorio de Periodismo y Opinión Pública (POPLAB)) No es daño colateral, es nuestro futuro amenazado | Ricardo Hernández Ruiz (Gatopardo) El otro Cancún: Bravo, marginado, irregular                   | Guillermo Rivera Vázquez (El Sur) Serie de periodistas amenazados y desplazados                                                     | Nayeli Cruz Bonilla (El País) Los migrantes mutilados por La Bestia                         | Máximo Ernesto Jaramillo Molina (Revista Nexos) La inalcanzable vivienda: ¿las nuevas generaciones no tienen vivienda porque no quieren? | Andrés Sotero Rubio (Gaceta UNAM) Desaparecidas/Feminicidios           | - | -                                                                | Felipe Cobián Rosales                | -                                                           | David López Arce Ángeles, Christian Palma Montaño, Kattya Gutiérrez Hernández, Juan Manuel Coronel Morales y Erick Díaz García (Canal 14) Que tiemblen las montañas                                                   |                      |

## Menciones honoríficas
| Año  | Noticia                                                             | Cobertura multiformato / Periodismo de investigación     | Divulgación de la ciencia y difusión de la cultura                                   | Crónica / Periodismo narrativo | Fotografía                                                       | Caricatura / Humor                                                     | Reportaje | Periodismo de opinión                                                                              | Referencia           |
| ---- | ------------------------------------------------------------------- | -------------------------------------------------------- | ------------------------------------------------------------------------------------ | --- | ---------------------------------------------------------------- | ---------------------------------------------------------------------- | --- | -------------------------------------------------------------------------------------------------- | -------------------- |
| 2007 | Alberto Tavira (El Universal) Los Fox, su vida después de Los Pinos |                                                          |                                                                                      | |                                                                  |                                                                        | | | [ 20 ] [ 39 ]        |
| 2014 |                                                                     |                                                          | Yain Joel Rodríguez Alvarado (Ingenio TV/Canal 44 de Guadalajara) La vida perdurable | |                                                                  |                                                                        | Zorayda Gallegos Valle (El Universal) Tienen secretarías asesores patito                                             | | [ 27 ] [ 40 ] [ 41 ] |
| 2018 |                                                                     |                                                          | Alberto Pérez Flores (Tlaxcala Televisión) Tlaxcala indígena                         | Rubén Alejandro Pacheco Rodríguez, Paola Marín Salazar (Pulso Diario de San Luis) El viaje forzoso de los sin voz: niños migrantes | Sergio Iván Caro Torres (La Voz de la Frontera) Héroes del fuego | Darío Castillejos Lázcares (El Imparcial de Oaxaca) Vaquero migratorio | Zorayda Gallegos Valle (El País. Edición América) Campo mexicano: un retrato de desigualdad, explotación e impunidad | | [ 31 ]               |
| 2019 |                                                                     | Diana Manzo (Connectas) Energía limpia, contratos sucios | Sergio Iván Trujillo (TV UNAM) La rambla, ciudad imaginada. Eterno festín            | |                                                                  |                                                                        | Jonathan Julián Nácar Dávila y José Antonio Rosales Rivera (Eje Central) Cochoapa: donde morir es redundante         | | [ 32 ] [ 33 ]        |
| 2020 |                                                                     |                                                          |                                                                                      | |                                                                  |                                                                        | | Rogelio Hernández López (julioastillero.com) Isabel Arvide y su modelo de ser periodista en México | [ 42 ]               |